# 金城金葉
金城金葉在越南戰爭之前是東南亞著名的商業黃金，被用作交換和存儲資產的手段。金城金葉的純度為999.9。一套金城金葉重37.5克（約1.2盎司），包括3片金葉：2片金葉重15克，1片金葉重7.5克。這些金葉用印著金城金銀號品牌的油印紙紙包包裹在一起。

## 背景
金城金銀號在越南戰爭之前和期間是黃金貿易商，總部位於西貢，並在河內、香港和金邊設有分支機構。